# 宽瓣毛茛
宽瓣毛茛（学名：Ranunculus albertii）为毛茛科毛茛属下的一个种。

## 扩展阅读
維基物種上的相關：宽瓣毛茛